# Ruta europea E1
La Ruta Europea E01 (o simplemente E01) forma parte de la Red de Carreteras Europeas, concretamente de las carreteras de recorrido Norte-Sur. Esta carretera comienza en Larne (Irlanda del Norte) y termina en Sevilla (España). La ruta está interrumpida por el océano Atlántico entre Rosslare Harbour (Irlanda) y Ferrol (España), sin que haya servicios de transbordador comunicando ambas ciudades.
Esta ruta atraviesa Portugal de norte a sur pasando por ciudades importantes como Oporto, Lisboa (la capital del país),  y Faro (en el Algarve), antes de entrar a España por el oeste de la provincia de Huelva.

## Tramos

### Irlanda del Norte
Como sucede con otras carreteras europeas en el Reino Unido, la E1 no está señalizada en Irlanda del Norte. Empieza en Larne (Condado de Antrim) como la carretera A8. Una pequeña sección de la A8 en Newtownabbey está bajo las regulaciones de las autopistas y está señalizada como A8(M). Esta autopista se une a la M2, mucho más larga que la anterior, y llega hasta Belfast. Allí, la carretera se convierte en la A12, que une la M2 con la M1. La autovía A1 deja la autopista cerca de Lisburn, y continúa hacia el sur hasta Newry. Desde allí, la carretera lleva hasta la frontera con la República de Irlanda.

### Irlanda

Identificador usado por la E-1 en Irlanda.

La autopista continúa en Irlanda como la autovía N1, que a partir de Ballymascanlon, en el Condado de Louth, y en adelante permanece bajo las regulaciones de las autopistas, y está señalizada como la autopista M1. La carretera va hacia el sur, llegando a Dublín, donde la E-01 coge uno de sus cinturones (la M50) para seguir su camino. Después de salir de Dublín, la carretera pasa cerca de Shankill. La M11 continúa por una autovía, la N11, al sur de Bray en el Condado de Wicklow. Aparte de una pequeña sección (circunvalaciones de Gorey y Arklow) que es de varios carriles, el resto de la carretera entre Rathnew y Arklow, en el Condado de Wicklow, es una carretera de un carril hasta el sur de Gorey en el Condado de Wexford. Siguiendo esta carretera, el resto de la ruta en Irlanda es una carretera de un solo carril que pasa a través de varias ciudades y pueblos. La N11 continúa hacia Wexford, donde en un cruce fuera de la ciudad se encuentra con la N25 desde Cork. La ruta sigue por la N25 hasta su destino final en Irlanda, Rosslare Europort.
La E-01, al igual que todas las carreteras europeas, no se señalizó en la República de Irlanda hasta el año 2007. La circunvalación de Gorey, abierta ese mismo año, fue el primer trozo de carretera en Irlanda en llevar la señal de la ruta europea, aunque solo aparece en las señales de confirmación de ruta, y no en otras señales de dirección, en otras circunvalaciones en ciudades más pequeñas. El número se añadió a la mayoría de las señales de confirmación de ruta en la M1 en julio de 2008, y aparece también una señal en Kilpedder, en la carretera N11.

### España(Galicia)

Identificador usado por la E-1 en España.

En Galicia, la carretera une Ferrol y Tuy, en la frontera con Portugal. Transcurre por la autopista   AP-9 , que pasa cerca de las ciudades de La Coruña, Santiago de Compostela, Pontevedra y Vigo. La frontera está en el río Miño, en la ciudad de Tuy.

### Portugal

Identificador usado por la E-1 en Portugal.

En Portugal, la ruta se compone de varias partes, siempre por autopista (llamada autoestrada en portugués):
- A3 : Valença (frontera) - Braga - Oporto.
- A1 : Oporto - Coímbra - Lisboa.
- A2 : Lisboa - Albufeira.
- A22 : Albufeira - Castromarín (frontera).

### España(Andalucía)

Identificador usado por la E-1 en España.

En su reingreso a España, la carretera E-1 va desde Ayamonte, en la frontera con Portugal hasta Sevilla. Este tramo continúa a través de la autovía  A-49 , que pasa cerca de la ciudad de Huelva. La frontera está en el río Guadiana.
- Datos: Q751771
- Multimedia: E01 / Q751771